# Музей искусства авангарда

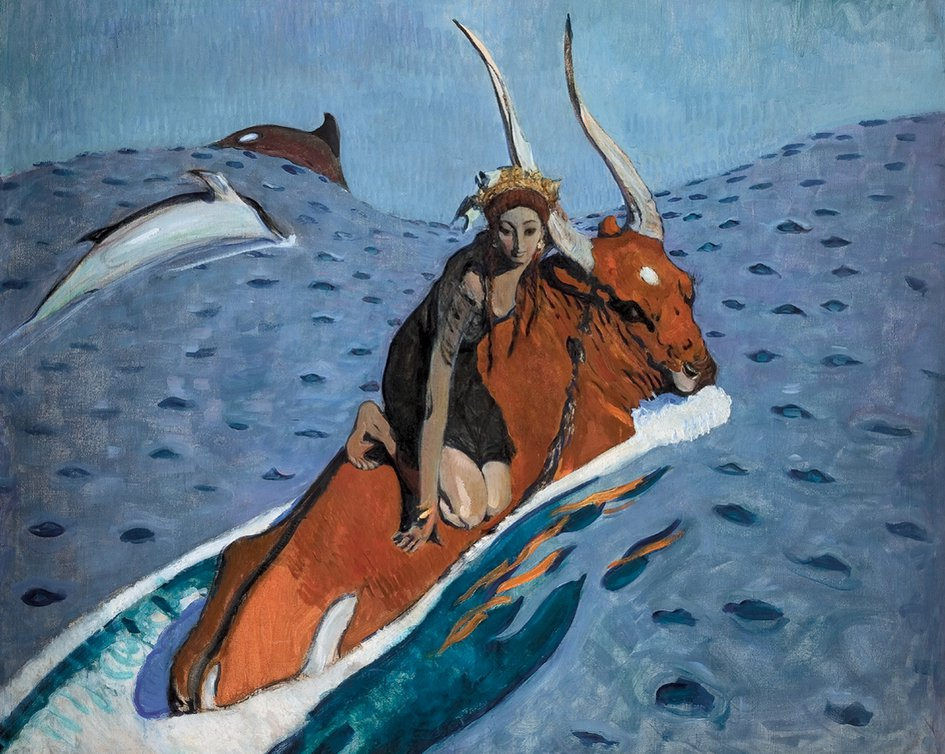
«Похищение Европы» В. Серова (вариация) из коллекции музея

Музе́й иску́сства аванга́рда (сокр. МАГМА) — постоянно пополняемая частная коллекция, включающая в себя несколько сотен произведений искусства, в том числе картины известных русских художников еврейского происхождения, фотографии, шедевры графики и скульптуры. В коллекции собраны работы Валентина Серова, Леона Бакста, Марка Шагала, Эль Лисицкого, Хаима Сутина, Амедео Модильяни, Эрика Булатова, Ильи Кабакова и других. Проект создан в 2001 году. Президент МАГМА — Вячеслав Моше Кантор.
Коллекция также содержит работы известных фотографов XX века Льва Иванова, Ивана Шагина, Льва Бородулина и произведения современных западных художников, в частности знаменитые произведения Хельмута Ньютона.
Миссия МАГМА заключается в распространении идей толерантности и взаимоуважения в мире, объединение всего человечества перед вызовами терроризма, ксенофобии и антисемитизма. Проект демонстрирует чрезвычайную важность культурной составляющей современной жизни и значение искусства в деле консолидации общества. По словам главного идеолога МАГМА Вячеслава Кантора, «именно толерантная среда является той почвой, которая способствует фундаментальному развитию искусства и vice versa».
В июне 2009 года открылась первая выставка МАГМА «Отечество мое — в моей душе: искусство без границ» во Дворце Наций в Женеве, Швейцария, где сейчас базируется Европейское отделение ООН. Место проведения выставки было выбрано не случайно, поскольку Дворец Наций является цитаделью дипломатии, безопасности и борьбы за толерантность, где поочередно располагались главные мировые организации.
Выставка получила широкое освещение в европейских и российских СМИ.
Вторая выставка произведений из коллекции МАГМА под названием «Отечество моё — в моей душе» прошла в Москве, в Государственном музее изобразительных искусств имени Пушкина, с декабря 2013 по февраль 2014 года.
В 2018 году в ГМИИ им. Пушкина президенту музея Музей искусства авангарда Вячеславу Кантору была вручена мантия Почётного члена Российской академии художеств (РАХ) из рук президента РАХ, народного художника СССР Зураба Церетели, за достижения по созданию уникальной коллекции произведений искусства, включающей картины известных русских художников еврейского происхождения, фотографии, шедевры графики и скульптуры.